# Квинт Сервилий Цепион (консул 106 года до н. э.)
Квинт Серви́лий Цепио́н (лат. Quintus Servilius Caepio; родился, предположительно, в 150 году до н. э., Рим, Римская республика — умер около 90 года до н. э., Смирна, Азия, Римская республика) — древнеримский политик и полководец, консул 106 года до н. э. Принадлежал к высшей аристократии и возглавлял «фракцию» Метеллов в сенате. Удачно воевал в Испании. Во время своего консульства провёл реформу, на время вернувшую сенату контроль над судами и сделавшую его врагами всадников и плебеев. В качестве проконсула подавил восстание в Трансальпийской Галлии, но позже стал главным виновником уничтожения двух римских армий германцами при Араузионе 6 октября 105 года до н. э., так как отказался прийти на помощь консулу Гнею Маллию Максиму. В 103 году до н. э. в связи с этим разгромом стал фигурантом дела об «оскорблении величия римского народа» и о похищении золота Толозы, был осуждён всадническим судом и умер в изгнании.

## Биография

### Происхождение
Квинт Сервилий принадлежал к знатному патрицианскому роду Сервилиев — одному из шести родов, происходивших из Альба-Лонги. Первый носитель когномена Цепион получил консульство в 253 году до н. э., и в дальнейшем представители этой ветви рода регулярно занимали высшие магистратуры. Апогеем успеха стали три года (142—140 до н. э.), когда консулами последовательно были три брата; младший из них, Квинт Сервилий, стал отцом консула 106 года.
Сервилии традиционно опирались на союз с двумя влиятельными плебейскими родами — Аврелиями и Цецилиями; возможно, консул 106 года был женат на Цецилии Метелле.

### Начало карьеры
Согласно Цицерону, Квинт Сервилий был «человек смелый и мужественный». В 129—127 годах до н. э. он служил военным трибуном в провинции Азия под началом Мания Аквилия. В 109 году до н. э. Цепион получил претуру (возможно, его коллегой по этой магистратуре был муж его сестры Квинт Лутаций Катул) и провинцию Дальняя Испания, которой правил когда-то его отец. По истечении срока претуры Квинт Сервилий получил проконсульские полномочия, одержал победу над лузитанами и вернулся в Рим только в 107 году до н. э. За военные успехи он был удостоен триумфа.
В 106 году до н. э. Квинт Сервилий стал консулом в паре с плебеем Гаем Атилием Серраном (известно, что вместе с Цепионом выдвинул свою кандидатуру Квинт Лутаций Катул, но потерпел поражение). На этой должности Квинт Сервилий издал закон, по которому судейские коллегии снова стали формироваться из сенаторов, а не из всадников (lex Servilia de repetundis, давший Валерию Максиму основания назвать Цепиона «защитником сената»); по одной гипотезе, сенаторам теперь принадлежала половина всех мест в коллегиях, по другой — все места. Речь в поддержку этого закона произнёс Луций Лициний Красс. Уже через несколько лет этот закон был отменён, но Цепион уже успел стать объектом ненависти плебса и всадников, что сыграло важную роль в его дальнейшей судьбе.

### Проконсульство
В 105 году до н. э. Квинт Сервилий был направлен с армией и полномочиями проконсула в Нарбонскую Галлию для противодействия германским племенам кимвров и тевтонов, угрожавшим Италии. Он взял восставшую годом ранее Толозу и захватил хранившиеся в местном храме кельтского Аполлона сокровища, которые по одной из версий античной традиции были вывезены тектосагами из разграбленных Дельф. Источники расходятся в определении ценности находки: Орозий говорит о 110 тысячах фунтов серебра и 100 тысячах фунтов золота, Юстин — о 110 тысячах фунтов серебра и 500 тысячах фунтов золота, Страбон — о 15 тысячах талантов обоих металлов. Все эти ценности проконсул отправил в Массилию, но в пути охрана была перебита, и «золото Толозы» исчезло. Некоторые античные авторы утверждают, что таким образом сам Цепион присвоил сокровища, и в Риме даже «началось серьёзное расследование». Дальнейшую трагическую судьбу самого Квинта Сервилия, его армии и некоторых его потомков связывают с якобы существовавшим «проклятием золота Толозы».
Осенью 105 года до н. э. германцы вышли в долину Родана. Путь в Италию защищали две римских армии — проконсула Цепиона и консула Гнея Маллия Максима. Квинт Сервилий должен был подчиняться приказам Максима, но не хотел этого делать — или из патрицианского высокомерия (Гней Маллий был homo novus — совсем незнатный человек, первый консул в своём роду), или потому, что своей должности Максим достиг ценой второго подряд поражения на выборах Квинта Лутация Катула, зятя Цепиона. В результате две армии расположились в разных лагерях на разных берегах реки недалеко от поселения Араузион.
Когда приближающиеся германцы уничтожили отряд легата Марка Аврелия Скавра, Гней Маллий начал слать Цепиону «слёзные письма», в которых просил его объединить войска перед лицом превосходящих сил противника. Квинт Сервилий на это не согласился, но всё же перешёл реку, после чего «стал хвастаться перед воинами, что подаст помощь напуганному консулу»; посланников сената, задачей которых было организовать совместные действия двух военачальников, он не стал слушать. Правда, солдаты всё же заставили Цепиона встретиться с Максимом, но это не улучшило ситуацию: участники встречи только «со страшной ненавистью и ревностью спорили между собой».
Германцы решили продемонстрировать мирные намерения. Они отправили к римлянам послов, попросивших землю, где можно было бы осесть, сначала у Гнея Маллия, потом у Квинта Сервилия. Последний счёл оскорбительным то, что к нему обратились не в первую очередь, и обошёлся с послами очень грубо; поэтому варвары уже на следующий день (6 октября 105 года до н. э.) атаковали его лагерь. Армия Цепиона была полностью разгромлена, затем та же участь постигла и армию Максима. Германцы захватили оба лагеря. Согласно Публию Рутилию Руфу, в этот день погибло 70 тысяч римлян; согласно другим источникам — 80 тысяч военных и ещё 40 тысяч гражданских из обоза, а уцелели всего десять человек. Эти явно фантастические данные, тем не менее, говорят о масштабности понесённого поражения. Среди тех, кто смог спастись благодаря бегству, был и Цепион.

### Изгнание
Разгром при Араузионе вызвал в Риме «великую скорбь… и великий страх, как бы кимвры не двинулись через Альпы и не уничтожили Италию». Цепион, признанный безусловным виновником гибели двух армий, был немедленно лишён проконсульских полномочий и права заседать в сенате. Источники сообщают о негодовании граждан против полководца, вследствие которого в следующем году были предприняты меры, чтобы сделать реабилитацию Цепиона невозможной: народный трибун Луций Кассий Лонгин провёл закон, предусматривавший для лиц, отрешённых от магистратуры, запрет избираться на любые должности и претендовать на статус сенатора.
Позже, в 103 году до н. э., Квинт Сервилий был привлечён к суду по обвинению в оскорблении величия; это обвинение было основано на законе, незадолго до того принятом народным трибуном Луцием Аппулеем Сатурнином, и должно было рассматриваться специальной комиссией, которая, в отличие от обычных судов, могла даже приговаривать к смертной казни. О намерении осудить и казнить Цепиона говорили открыто.
Непосредственным обвинителем был ещё один народный трибун Гай Норбан. Квинта Сервилия обвиняли не только в поражении, но также, вероятно, в казнокрадстве. Судебный процесс стал очередным актом острой внутриполитической борьбы в Риме: осуждения Цепиона добивались ненавидевшие его всадники и политики-демагоги, боровшиеся за уменьшение влияния сената, а на его защиту встал ряд представителей аристократии. Цицерон пишет о «насилии, бегстве, побивании камнями, безжалостности трибуна». Сам принцепс сената Марк Эмилий Скавр, занимавший в конфликте сторону Квинта Сервилия, был ранен камнем в голову; двое трибунов — Тит Дидий и Луций Аврелий Котта, пытавшиеся наложить вето на решение суда, — были насильно согнаны с ораторской трибуны. Цепиона признали виновным в поражении римской армии, и он не только был вынужден отправиться в изгнание, но ещё и потерял всё своё имущество, которое было распродано с торгов; согласно Ливию, такая конфискация произошла впервые в истории Республики.
Валерий Максим утверждает даже, что Цепион якобы был приговорён к смерти и казнён: «Тело его, смертоносными ранами палача истерзанное, лёжа на лестнице Гемониевой, с великим отвращением всего бывшего на площади римского народа смотрено было».
В изгнание Квинта Сервилия сопровождал один из народных трибунов 103 года Луций Антистий Регин, до этого освободивший его из-под стражи и подчинявшийся «правилам старинной и тесной дружбы». Цепион окончил свои дни в Смирне.
Обвинитель Квинта Сервилия Гай Норбан сам был привлечён к суду за допущенные во время процесса нарушения (предположительно в 95 году до н. э.); его обвинителем стал Публий Сульпиций (будущий союзник Гая Мария). Но приговор был оправдательным, поскольку выступивший в роли защитника Марк Антоний Оратор смог убедить суд в том, «что упомянутый мятеж Норбана из-за скорби граждан и из-за негодования на Цепиона, потерявшего войско, не мог быть подавлен и разгорелся вполне справедливо». При этом сын осуждённого, несмотря на старые счёты, позже перешёл на сторону всадников в их противостоянии сенату и даже инициировал судебное преследование Скавра.

## Потомки
Возможно, Квинт Сервилий был женат на представительнице рода Цецилиев Метеллов — дочери Квинта Цецилия Метелла Македонского. В этом случае его свояками были Публий Корнелий Сципион Назика Серапион, консул 111 года, и Гай Сервилий Ватия.
Страбон упоминает со слов Тимагена «дочерей-наследниц» Цепиона, которые, «предавшись разврату, позорно погибли» во исполнение «проклятия золота Толозы». Но из других источников известна только одна дочь, жена Марка Ливия Друза. Был у Квинта Сервилия и сын того же имени; возможно, именно его противодействие закону Аппулея Сатурнина о хлебных раздачах предопределило судьбу отца. Через сына Квинт Сервилий Старший стал прадедом Марка Юния Брута, убийцы Цезаря.

## Значение деятельности
Судебный закон Квинта Сервилия ознаменовал очередной этап в борьбе между сенатом и всадничеством за контроль над судами, начавшийся во времена Гракхов. Вероятно, он был отменён уже через два года, но, согласно одной из гипотез, заставил всадников заключить союз с популярами.
Поражение при Араузионе, виновником которого источники единодушно называют Квинта Сервилия, даже в том случае, если сообщения о 80 тысячах погибших являются преувеличением, имело катастрофические последствия для римской армии. В 105 году до н. э., по подсчётам П. Брюнта, у Рима было всего одиннадцать легионов; таким образом, при Араузионе вооружённые силы Республики были уничтожены почти полностью, так что их пришлось создавать едва ли не с нуля.
Этот разгром повлёк за собой серьёзные политические последствия. Перед лицом германской угрозы осознание дефицита хороших полководцев в Республике в целом и в среде сенатской аристократии в частности привело к беспрецедентному успеху «нового человека» Гая Мария, избиравшегося консулом пять раз подряд (104—100 годы до н. э.). Скомпрометированная «фракция» Метеллов существенно ослабла, а на первый план выдвинулись политики-популяры Луций Аппулей Сатурнин и Гай Сервилий Главция. Сенатские роды второго плана (Лутации, Аврелии, Юлии и другие), группировавшиеся ранее вокруг Цецилиев и Сервилиев, восприняли ослабление «фракции» и особенно осуждение Цепиона как сигнал о необходимости поменять покровителей и в последующие годы поддерживали Мария.

## В художественной литературе
Квинт Сервилий Цепион действует в романах Милия Езерского «Марий и Сулла» и Колин Маккалоу «Первый человек в Риме».